# Natomas Men's Professional Tennis Tournament 2011
Il Natomas Men's Professional Tennis Tournament 2011 è stato un torneo professionistico di tennis maschile giocato sul cemento. È stata la 7ª edizione del torneo, facente parte dell'ATP Challenger Tour nell'ambito dell'ATP Challenger Tour 2011. Si è giocato a Sacramento negli USA dal 3 al 9 ottobre 2011.

## Partecipanti

### Teste di serie
| Nazionalità | Giocatore          | Ranking* | Testa di serie |
| ----------- | ------------------ | -------- | -------------- |
| Stati Uniti | James Blake        | 74       | 1              |
| Croazia     | Ivo Karlović       | 77       | 2              |
| Stati Uniti | Sam Querrey        | 119      | 3              |
| Stati Uniti | Bobby Reynolds     | 120      | 4              |
| Canada      | Vasek Pospisil     | 125      | 5              |
| Sudafrica   | Izak van der Merwe | 134      | 6              |
| Germania    | Björn Phau         | 148      | 7              |
| Regno Unito | James Ward         | 155      | 8              |

- 1 Ranking al 26 settembre 2011.

### Altri partecipanti
Giocatori che hanno ricevuto una wild card:
- Fernando González
- Nicholas Monroe
- Jack Sock
- Sam Querrey

Giocatori che sono entrati nel tabellone principale come special exempt:
- Robert Farah

Giocatori che sono passati dalle qualificazioni:
- Pierre-Ludovic Duclos
- Steve Johnson
- Blake Strode
- Michael Venus
- Jamie Baker (lucky loser)

## Campioni

### Singolare
Ivo Karlović ha battuto in finale  James Blake con il punteggio di 6–4, 3–6, 6–4

### Doppio
Carsten Ball /  Chris Guccione hanno battuto in finale  Nicholas Monroe /  Jack Sock con il punteggio di 7–6(3), 1–6, [10–5]